# Ilja Jewgenjewitsch Golossow
Ilja Jewgenjewitsch Golossow (russisch Илья Евгеньевич Голосов; * 9. August 2001 in Rostow am Don) ist ein russischer Fußballspieler.

## Karriere
Golossow begann seine Karriere bei Lokomotive Moskau. Zur Saison 2019/20 wechselte er in die Akademie des Stadtrivalen Spartak Moskau. Im März 2020 debütierte er für die zweite Mannschaft von Spartak in der zweitklassigen Perwenstwo FNL, als er am 26. Spieltag der Saison 2019/20 gegen Tekstilschtschik Iwanowo in der Startelf stand.
Im Juni 2020 stand er gegen Arsenal Tula auch erstmals im Kader der ersten Mannschaft. Sein Debüt für Spartak in der Premjer-Liga gab er im selben Monat, als er am 24. Spieltag gegen den FK Ufa in der 84. Minute für Andrei Jeschtschenko eingewechselt wurde. Bis Saisonende kam er zu zwei Einsätzen in der höchsten russischen Spielklasse.